# 이치히메
이치히메(일본어: 市姫, 1607년 1월 28일 ~ 1610년 3월 7일)는 도쿠가와 이에야스와 도야마 씨의 오카지노가타 사이에서 태어난 이에야스의 5녀이다. 다테 마사무네의 아들 다테 다다무네의 약혼녀였다.

## 생애
1607년 2월 8일 다테 마사무네와 이에야스는 마사무네의 아들 도라키쿠마루와 이에야스의 딸 이치와의 약혼을 성사시키지만, 이치히메가 1610년 요절하여 수포로 돌아갔다.

## 사후
시호는 세이운인(清雲院)이다.